# Prafulla Dahanukar

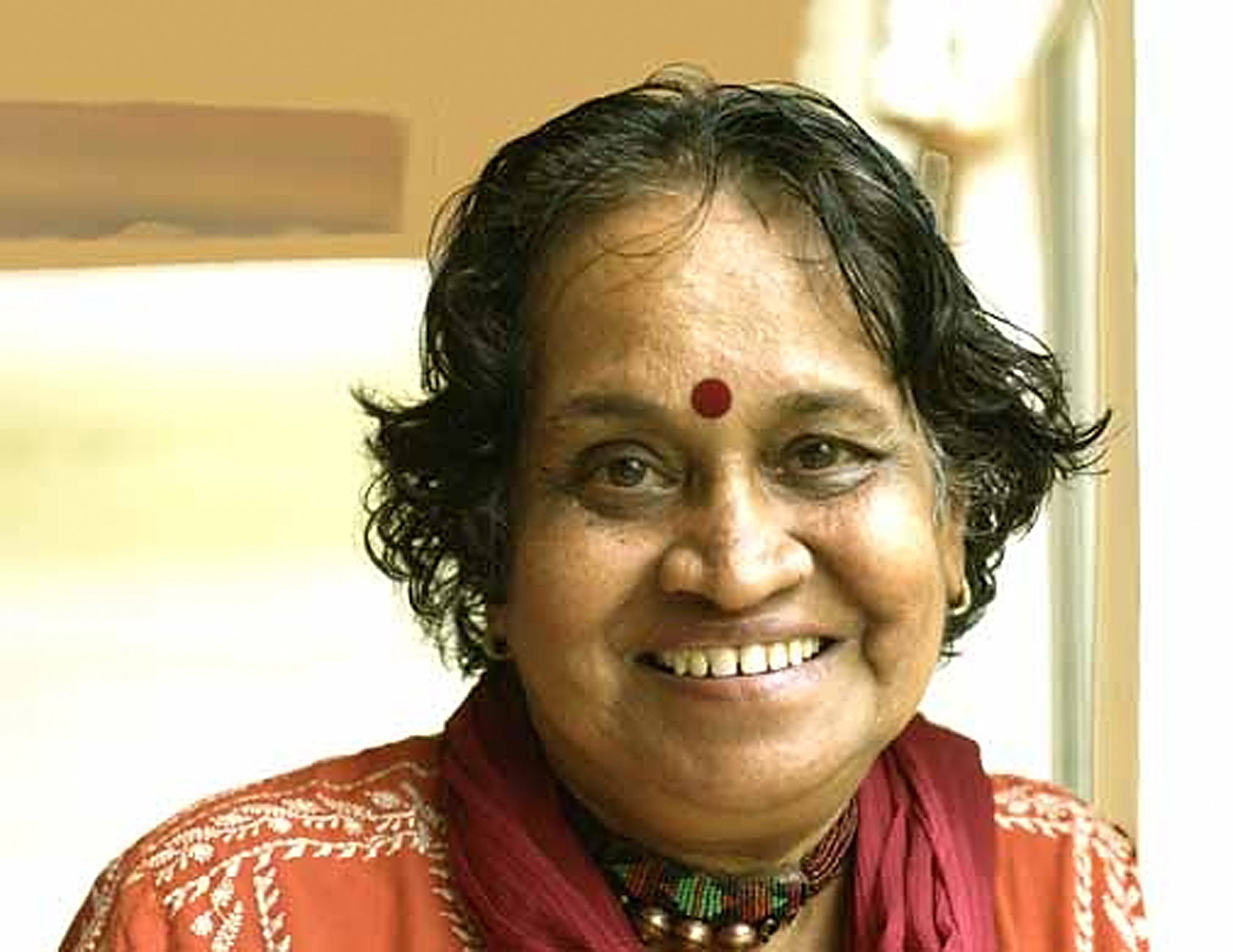
Prafulla Dahanukar

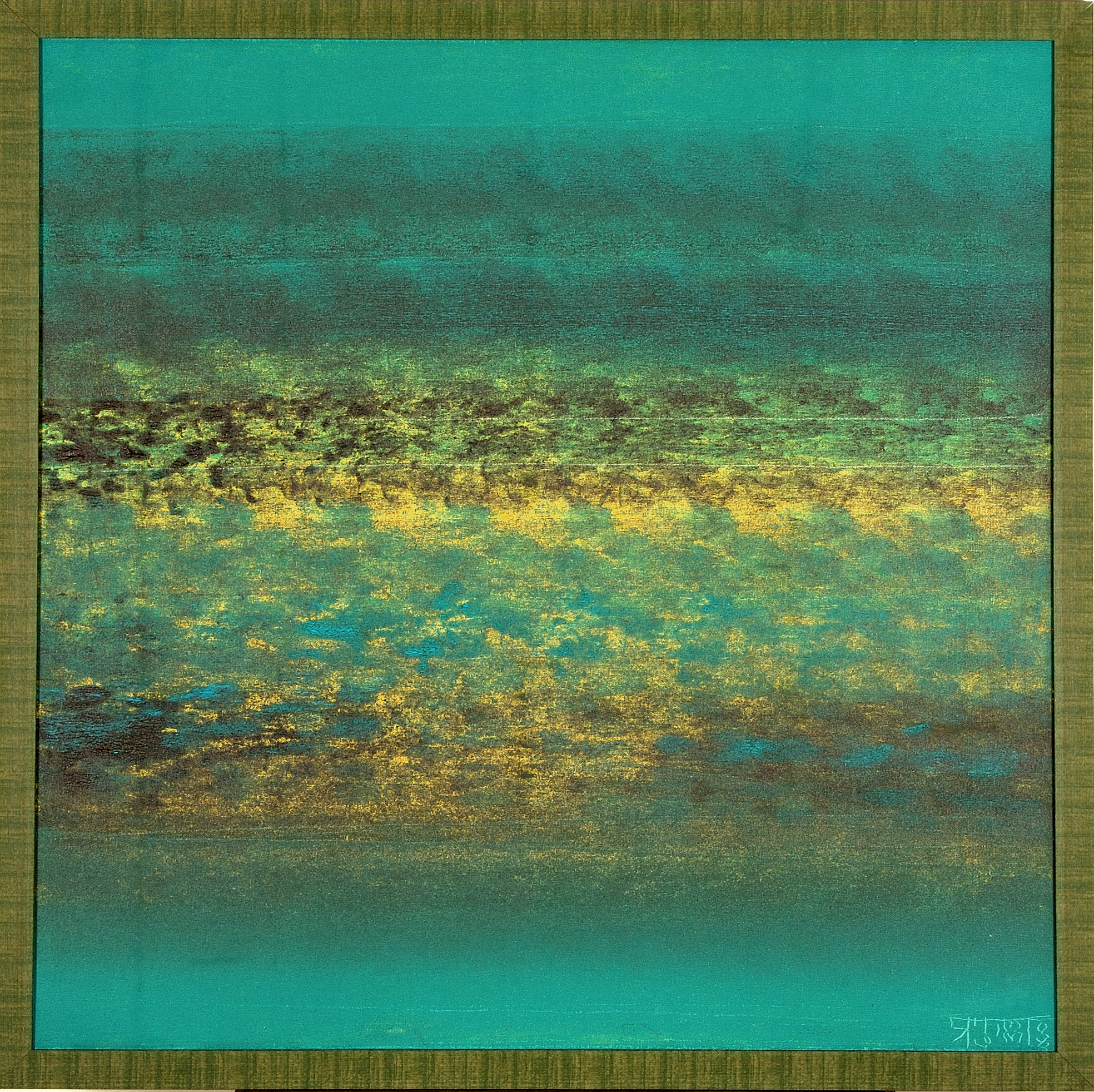
Werk von Prafulla Dahanukar, die Unendlichkeit des Raumes, „Eternal Space“ (grün)

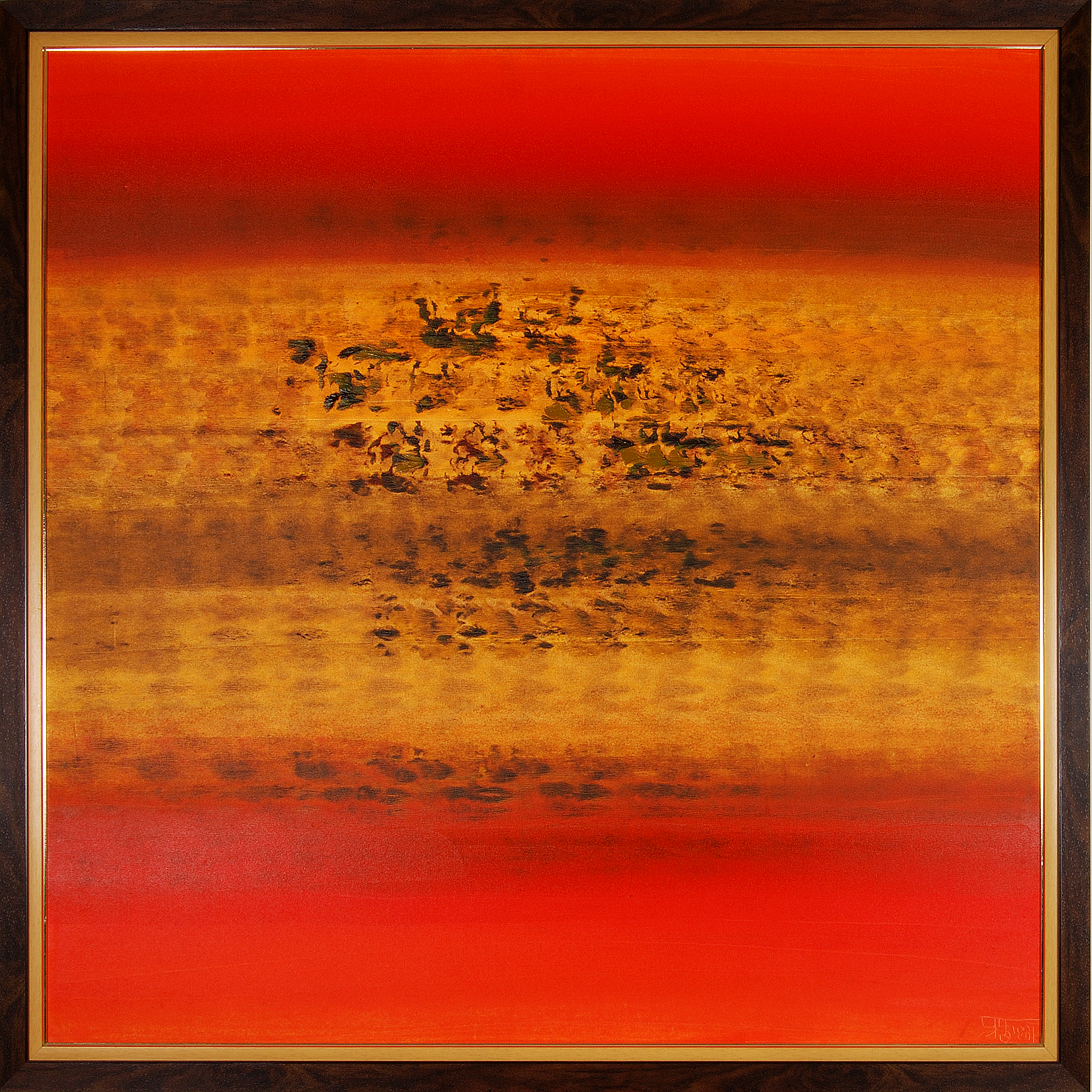
„Eternal Space“ (rot)

Prafulla Dahanukar (* 1934 in Goa; † 1. März 2014 in Mumbai) war eine indische Malerin.

## Leben und Werk
Prafulla Dahanukar wuchs in Mumbai auf und studierte dort an der Sir J. J. School of Art. 1955 schloss sie ihr Studium mit Auszeichnung ab und erhielt ein Stipendium der französischen Regierung für ein Studium in Paris 1961. Nach erfolgreichem Abschluss kehrte sie in ihre Heimat zurück. Prafulla Dahanukar gewann bereits kurz nach ihrem ersten Studium einen Preis bei der jährlichen Ausstellung der Bombay Art Society, ab 1956 folgten regelmäßig eigene Ausstellungen. Ihre Werke wurden in vielen Ländern wie Deutschland, England, Frankreich, Australien oder Japan ausgestellt und sind in diversen Museen in Indien, wie dem Prince of Wales Museum oder der National Gallery of Modern Art, zu sehen. Ihr Hauptwerk besteht aus abstrakter Kunst, oft Landschaften, die sie Eternal Space nannte. Sie wollte darin ihre Faszination für die Unendlichkeit des Raumes zum Ausdruck bringen. Daneben beschäftigte sie sich mit der Wandmalerei und war Präsidentin der Art Society of India und Vorsitzende des Artists' Centre in Mumbai.